# Мице Васов
Мице Васов е български революционер от Македония, войвода на Вътрешната македоно-одринска революционна организация.

## Биография
Роден е в леринското село Горно Върбени (Екщи Су), тогава в Османската империя. Взема дейно участие в националноосвободителните борби на българите в Македония. Става член на ВМОРО и става селски войвода. Участва в Илинденско-Преображенското въстание. Загива по време на въстанието на 28 август 1903 година в местността Крайчев мост край село Негован.